# 奧西奧拉 (內布拉斯加州)
奧西奧拉（英語：Osceola）是一個位於美國內布拉斯加州波爾克縣的城市。根據2010年美國人口普查，該地共人口880人，而該地的面積約為2.39平方千米。同時該地也是波爾克縣的縣治。

## 地理
奧西奧拉的座標為41°10′41″N 97°32′55″W / 41.17806°N 97.54861°W，而該地的平均海拔高度為508米（即1667英尺）。